# Ingemar Stjernberg
Elis Ingemar Stjernberg, född 12 april 1933 i Bollnäs, är en svensk diplomat.

## Biografi
Stjernberg är son till Elis Stjernberg och Hildur Tranfeldt. Han tog juris kandidatexamen vid Uppsala universitet 1959 och gjorde tingstjänstgöring 1959-1962 innan han blev attaché vid Utrikesdepartementet (UD) 1962. Stjernberg var andre sekreterare vid FN i New York 1963, förste sekreterare i London 1965, departementssekreterare vid UD 1968 och förste sekreterare i Berlin 1973. Han var ambassadråd vid EG-delegationen i Bryssel 1976, kansliråd vid UD 1979 samt ambassadör i Beirut och Amman 1983-1986. Stjernberg hade därefter fortsatt ansvar som ambassadör i Beirut och var generalkonsul i Berlin 1987-1990. Han var envoyé i Pretoria från 1990 till 1994.
Stjernberg gifte sig 1959 med fil.kand. Margit Öhman (född 1936), dotter till Bertil Öhman och Ida Wennberg.